# Diócesis de Livingstone
La diócesis de Livingstone (en latín: Dioecesis Livingstonen(sis) y en inglés: Roman Catholic Diocese of Livingstone) es una circunscripción eclesiástica latina de la Iglesia católica en Zambia, sufragánea de la arquidiócesis de Lusaka. La diócesis tiene al obispo Valentine Kalumba, O.M.I. como su ordinario desde el 18 de junio de 2016.

## Territorio y organización
La diócesis tiene 58 200 km² y extiende su jurisdicción sobre los fieles católicos de rito latino residentes en parte de la provincia del Sur.
La sede de la diócesis se encuentra en la ciudad de Livingstone, en donde se halla la Catedral de Santa Teresa.
En 2019 en la diócesis existían 19 parroquias agrupadas en 3 decanatos: Livingstone, Sesheke y Sioma.

## Historia
La prefectura apostólica de Victoria Falls fue erigida el 25 de mayo de 1936 con la bula Quo in Rhodesiae Septentrionalis del papa Pío XI, obteniendo el territorio de la prefectura apostólica de Broken Hill (hoy arquidiócesis de Lusaka).
El 10 de marzo de 1950 la prefectura apostólica fue elevada a vicariato apostólico con la bula Si qua enascens del papa Pío XII. El mismo día, debido al decreto Cum in plenariis de la Sagrada Congregación de Propaganda Fide, adquirió el territorio de la Franja de Caprivi, que pertenecía al vicariato apostólico de Windhoek (hoy arquidiócesis de Windhoek).
El 25 de abril de 1959 el vicariato apostólico fue elevado a diócesis con la bula Cum christiana fides del papa Juan XXIII.
El 14 de junio de 1997 cedió una parte de su territorio para la erección de la diócesis de Mongu mediante la bula De universis del papa Juan Pablo II.

## Estadísticas
De acuerdo al Anuario Pontificio 2020 la diócesis tenía a fines de 2019 un total de 97 507 fieles bautizados.
| Año                                                                             | Población            | Población | Población      | Sacerdotes | Sacerdotes    | Sacerdotes    | Bautizados por sacerdote | Diáconos permanentes | Religiosos | Religiosos | Parroquias |
| Año                                                                             | Bautizados católicos | Total     | % de católicos | Total      | Clero secular | Clero regular | Bautizados por sacerdote | Diáconos permanentes | Varones    | Mujeres    | Parroquias |
| ------------------------------------------------------------------------------- | -------------------- | --------- | -------------- | ---------- | ------------- | ------------- | ------------------------ | -------------------- | ---------- | ---------- | ---------- |
| 1950                                                                            | 3428                 | 358 000   | 1.0            | 20         |               | 20            | 171                      |                      |            | 21         | 8          |
| 1970                                                                            | 51 869               | 562 000   | 9.2            | 44         |               | 44            | 1178                     |                      | 66         | 105        |            |
| 1980                                                                            | 57 399               | 554 000   | 10.4           | 34         | 2             | 32            | 1688                     |                      | 63         | 108        | 23         |
| 1990                                                                            | 87 906               | 776 000   | 11.3           | 62         | 11            | 51            | 117                      |                      | 107        | 118        | 23         |
| 1999                                                                            | 52 501               | 348 432   | 15.1           | 35         | 9             | 26            | 1500                     |                      | 31         | 43         | 12         |
| 2000                                                                            | 53 610               | 355 758   | 15.1           | 30         | 10            | 20            | 1787                     |                      | 27         | 49         | 12         |
| 2001                                                                            | 56 532               | 410 503   | 13.8           | 29         | 10            | 19            | 1949                     |                      | 26         | 49         | 12         |
| 2002                                                                            | 68 828               | 410 672   | 16.8           | 35         | 14            | 21            | 1966                     |                      | 29         | 54         | 12         |
| 2003                                                                            | 67 828               | 411 346   | 16.5           | 41         | 18            | 23            | 1654                     |                      | 35         | 55         | 12         |
| 2004                                                                            | 69 810               | 419 060   | 16.7           | 34         | 14            | 20            | 2053                     |                      | 28         | 53         | 14         |
| 2007                                                                            | 74 558               | 431 000   | 17.2           | 32         | 11            | 21            | 2329                     |                      | 31         | 60         | 14         |
| 2013                                                                            | 91 711               | 496 000   | 18.5           | 31         | 15            | 16            | 2958                     |                      | 32         | 53         | 16         |
| 2016                                                                            | 95 539               | 443 836   | 21.5           | 36         | 17            | 19            | 2653                     |                      | 31         | 61         | 18         |
| 2019                                                                            | 97 507               | 449 300   | 21.7           | 34         | 16            | 18            | 2867                     |                      | 20         | 61         | 19         |
| Fuente: Catholic-Hierarchy, que a su vez toma los datos del Anuario Pontificio. |                      |           |                |            |               |               |                          |                      |            |            |            |

## Episcopologio
- Vincent Joseph Flynn, O.F.M.Cap. † (28 de julio de 1936-10 de marzo de 1950 renunció)
- Timothy Phelim O'Shea, O.F.M.Cap. † (24 de mayo de 1950-18 de noviembre de 1974 renunció)
- Adrian Mung'andu (18 de noviembre de 1974-9 de enero de 1984 nombrado arzobispo de Lusaka)
- Raymond Mpezele (3 de mayo de 1985-18 de junio de 2016 retirado)
- Valentine Kalumba, O.M.I., desde el 18 de junio de 2016